# Bornse Harmonie
De Bornse Harmonie is een muziekvereniging uit Borne. De vereniging werd opgericht in 1926 door de Joodse textielondernemer Jacob Spanjaard. De vereniging telt ongeveer 60 leden.
De muziekvereniging bestaat uit twee harmonieorkesten en een koperensemble. Sinds 1985 beschikt de Bornse Harmonie over een clubgebouw ('t Weidehoes), dat staat aan de Weideweg in Borne. Eerder werd gespeeld in de Harmonie Kapel. De vereniging geeft een eigen clubblad uit, dat vijf keer per jaar verschijnt.
In 1958 speelde de Bornse Harmonie het Turkse volkslied tijdens een wedstrijd Nederland-Turkije, hetgeen op een positieve recensie van Het Vaderland kon rekenen.
In 2024 ontving het lid Johan Kerkdijk een erepenning vanwege zijn 70-jarige lidmaatschap als blazer.